# 永田正実
永田 正実（ながた まさみ、7月24日 - ）は、日本の漫画家。広島県出身。血液型B型。
小学生の頃、高橋千鶴の漫画作品『しあわせ半分こ』の登場人物に憧れ漫画家を志す。1989年、大学1年生の夏（18歳）に漫画家デビュー。

## 作品リスト
全て集英社より刊行されている。
- 10日間の彼と彼女
- 夏の音符
- あの時にみた夢を（1992年、『別冊マーガレット』、読切作品、同名の短編集に収録）
- 隣にいきたい。
- 時のない時計
- 教室の中
- 音のない秒針（1994年、『別冊マーガレット』、「時のない時計」の続編、全1巻）
- 恋愛カタログ（1994年 - 2007年、単行本全34巻、文庫本全20巻）
- シャウト!（2007年、『別冊マーガレット』、全2巻）
- 好きって言わせる方法（2008年・2010年 - 2013年、読切作品→連載、全9巻）
- 恋とスイッチバック（2008年、『デラックスマーガレット』、読切作品）
- 愛情いっぽん!!（2009年、『デラックスマーガレット』、読切作品）
- ぽたぽたおちる[2]（『Cocohana』2019年6月号）
- 部屋とペンキと日曜日[3]（『Cocohana』2019年11月号）
- 笹錦さんと30歳の悩める仲間たち〜恋愛カタログ番外編〜（2013年、2020年、全1巻）
- 甘いのはお好き?[4]（『Cocohana』2021年4月号[5] - 2023年12月号[6]、既刊2巻）
  1. 2022年2月25日発売[7][8]、『Cocohana』2021年4月号[5]、6月号、8月号、10月号、12月号、ISBN 978-4-08-844634-9
    - 甘いのはお好き? 番外編（『Cocohana』2022年1月号）

  2. 2023年2月24日発売[9]、『Cocohana』2022年2月号、4月号、6月号、8月号、10月号、12月号、ISBN 978-4-08-844720-9

### イラスト
- （タイトルなし）[10]（『Cocohana』2022年1月号別冊ふろく『ココハナ創刊10周年 ANNIVERSARY BOOK』）